# Momoiite
La momoiite (simbolo IMA: Mom) è un minerale della famiglia dei nesosilicati molto raro appartenente al supergruppo del granato e anche al gruppo del granato; possiede la composizione chimica Mn2+3V3+2Si3O12.

## Etimologia e storia
I primi granati ricchi di manganese e vanadio furono descritti nel 1964 da Hitoshi Momoi in uno skarn ricco di manganese nella miniera di Yamato. Contrariamente alla pratica dell'Associazione Mineralogica Internazionale (IMA), introdusse il nome yamatoite per l'ipotetico membro terminale manganese-vanadio con la composizione Mn2+3V3+2Si3O12, sebbene nessuna delle sue analisi mostrasse più del 50 mol% di questa composizione. Yamatoite non è quindi stato un nome riconosciuto dall'IMA per un minerale o una varietà. Ciononostante, è stato elencato nella sistematica dei minerali per molto tempo.
Fu solo 46 anni dopo che il gruppo di ricerca di Hidekazu Tanaka fu in grado di rilevare il granato vanadio a base di manganese durante un nuovo esame del granato di diversi depositi di manganese giapponesi. Hanno scartato il nome introdotto dal defunto professor Hitoshi Momoi (1930-2002) e hanno chiamato il nuovo granato in suo onore, che è stato il primo a riconoscere il membro terminale manganese-vanadio.

## Classificazione
Secondo la classificazione strutturale dell'Associazione Mineralogica Internazionale (IMA), la momoiite appartiene al supergruppo del granato, dove è classificata insieme ad almandino, andradite, calderite, eringaite, goldmanite, grossularia, knorringite, morimotoite, majorite, menzerite-(Y), piropo, rubinite, spessartina e uvarovite. Forma il "gruppo del granato" con 12 cariche positive sulla posizione reticolare coordinata tetraedrica.
Poiché la momoiite è stata riconosciuta come specie minerale indipendente solo nel 2009, non è elencata nell'ottava edizione della sistematica minerale di Strunz, che è obsoleta dal 1977.
Nella Sistematica dei lapis (Lapis-Systematik) di Stefan Weiß, che è stata rivista e aggiornata l'ultima volta nel 2018 e che si basa ancora su questa vecchia edizione di Strunz per considerazione verso i collezionisti privati e le collezioni istituzionali, al minerale è stato assegnato il sistema e al minerale nº VIII/A.08. In tale sistematica ciò corrisponde alla classe dei "silicati e germanati" e quindi alla sottoclasse dei "nesosilicati con gruppi [SiO4]", dove la momoiite insieme ad almandino, andradite, calderite, eltyubyuite, eringaite, goldmanite, grossularia, henritermierite, holtstamite, hutcheonite, hydrougrandite (un minerale non più riconosciuto dall'IMA), irinarassite, jeffbenite, katoite, kerimasite, kimzeyite, knorringite, majorite, menzerite-(Y), morimotoite, piropo, schorlomite, spessartina, toturite, uvarovite e wadalite forma il "gruppo del granato" con il sistema nº VIII/A.08.
La 9ª edizione della sistematica dei minerali di Strunz, che è stata aggiornata l'ultima volta dall'IMA nel 2009 e continuata poi nel database "mindat.org", annovera la momoiite nel "gruppo del granato" all'interno della classe "9. Silicati (germanati)" e da lì nella sottoclasse "9.A Nesosilicati"; questa è ulteriormente suddivisa in base all'eventuale presenza di altri anioni e alla coordinazione dei cationi coinvolti, in modo che il minerale venga classificato in base alla sua composizione nella suddivisione "9.AD Nesosilicati senza anioni aggiuntivi; cationi in coordinazione [6] e/o maggiore", dove forma il sistema nº 9.AD.25 insieme a bitikleite, dzhuluite, usturite, elbrusite, eltyubyuite, eringaite, goldmanite, grossularia, holtstamite, irinarassite, katoite, kimzeyite, knorringite, majorite, menzerite-(Y), morimotoite, spessartina, uvarovite, wadalite, almandino, andradite, calderite, piropo, schorlomite, toturite, hibschite e henritermierite.
La sistematica dei minerali seconda Dana, che viene utilizzata principalmente nel mondo anglosassone, classifica la momoiite sotto il nome di yamatoite nella divisione di "minerali nesosilicati". Qui si trova insieme ad andradite, goldmanite, grossularia e uvarovite nel "gruppo del granato (serie dell'ugrandite)" con il sistema nº 51.04.03b all'interno della suddivisione "nesosilicati: gruppi SiO4 solo con cationi in coordinazione [6] e >[6]".

## Chimica
La momoiite con composizione terminale [X]Mn2+3 [Y]V3+ [Z]Si3O12 è l'analogo del vanadio della spessartina ([X]Mn2+3 [Y]Al [Z]Si3O12) e l'analogo del manganese della goldmanite ([X]Ca3 [Y]V3+ [Z]Si3O12) con cui forma cristalli misti secondo le seguenti reazioni di scambio:
- {\displaystyle {\ce {^{[X]}Mn^{2+}=\,^{[X]}Ca^{2+}\,\,\,\,}}} (spessartina)
- {\displaystyle {\ce {^{[Y]}V^{3+}=\,^{[Y]}Al^{3+}\,\,\,\,}}} (goldmanite).

La seguente composizione empirica è data per la momoiite della località tipo:
- {\displaystyle \mathrm {^{[X]}(Mn_{1,80}Ca_{1,12}Mg_{0,04})\,^{[Y]}(V_{1,51}^{3+}Al_{0,52})\,^{[Z]}Si_{3,00}O_{12}} }

dove {\displaystyle {\ce {[X], [Y]}}} e {\displaystyle {\ce {[Z]}}} indicano le posizioni nella struttura del granato.

## Abito cristallino
La momoiite cristallizza nel sistema cubico nel gruppo spaziale Ia3d (gruppo nº 230) con 8 unità di formula per cella unitaria. Il cristallo misto naturale della località tipo ha il parametro reticolare a = 11,9242 Å.
La struttura è quella del granato. Il manganese (Mn2+) occupa le posizioni {\displaystyle {\ce {X}}}, che sono dodecaedriche circondate da 8 ioni ossigeno, il vanadio (V3+) occupa la posizione {\displaystyle {\ce {Y}}}, che è ottaedrica circondata da 6 ioni ossigeno, e la posizione {\displaystyle {\ce {Z}}}, che è tetraedrica circondata da 4 ioni ossigeno, è occupata esclusivamente dal silicio (Si4+).
La birifrangenza a volte lieve dei cristalli indica una simmetria inferiore, come nella grossularia o nella goldmanite.

## Origine e giacitura
I granati ricchi di momoiite si formano durante il metamorfismo di contatto dei depositi di manganese contenenti vanadio. La località tipo è uno skarn nella miniera di Kurase vicino alla città di Saijō nella prefettura di Ehime (isola di Shikoku, Giappone).
Alla data del 2018 ci sono solo quattro siti documentati di momoiite, tutti in Giappone. In tutti questi depositi, la momoiite si è formata a bassa pressione durante il metamorfismo di contatto di manganese, vanadio e peliti contenenti calcio.
Nella località tipo, la miniera di Kurase vicino alla città di Saijō, la momoiite si trova nello skarn associata a rodocrosite, tephroite, rodonite e vuorelainenite. A seconda della composizione locale delle rocce madri, si sono formati granati ricchi di momoiite, spessartina o goldmanite.
Un altro giacimento è la miniera di Hokkejino nella prefettura di Kyoto, sull'isola di Honshū. Qui, la momoiite si trova anche in un deposito metamorfico di manganese, dove è stata rinvenuta associata a rodonite, tephroite, celsiana, rodocrosite e pirofanite.
Il terzo deposito studiato da Tanaka e dai suoi collaboratori è un deposito di manganese stratificato metamorfico di contatto di media qualità estratto nella miniera di Fujii nella prefettura di Fukui, anch'essa sull'isola principale di Honshū. Qui, il granato ricco di momoiite è associato a quarzo, rodonite, molibdenite, rodocrosite e vanadoallanite-(La) ricca di manganese o, in aree prive di quarzo, associata a rodonite, tephroite, rodocrosite e niccolite.
Nello stesso anno (2010), un altro gruppo di lavoro ha descritto granati ricchi di momoiite dal materiale di stoccaggio del giacimento di Matsumaezawa della miniera di Tanohata nella prefettura di Iwate sull'isola di Honshū. Diversi minerali di manganese molto rari sono stati descritti in questo deposito metamorfico alterato di manganese da contatto da un'intrusione di granodiorite. La momoiite si trova qui in vene simili a pegmatiti ricche di quarzo insieme a rodonite, serandite ed egirina contenente vanadio, titanite, allanite, ferri-potassio-leakeite  e suzukiite, watatsumiite, yoshimuraite, feldspato di potassio, ialofane, pirofanite e fluorapatite contenente stronzio.

## Forma in cui si presenta in natura
A seconda del contenuto di vanadio e manganese, la momoiite forma aggregati cristallini da giallo-verdastri a verde-smeraldo che raramente crescono più grandi di 1-2 mm. I singoli cristalli hanno un diametro di 0,1-0,2 mm e hanno una lucentezza vitrea.